# Horst Pelzer
Horst Pelzer (* 1962) ist ein ehemaliger deutscher Basketballschiedsrichter.

## Leben
Der aus dem Verein Sportfreunde Eintracht Gevelsberg stammende Pelzer begann seine Laufbahn als Schiedsrichter im Jahr 1978 im Alter von 16 Jahren. 1983 wurde er Schiedsrichterwart des Basketball-Kreises Ennepe-Ruhr.
Bis 2013 leitete der beruflich in Ennepetal als Versicherungskaufmann tätige Pelzer Spiele in der Basketball-Bundesliga. In der ersten und zweiten Bundesliga kam er auf insgesamt 828 Einsätze. 2009 wurde Pelzer als deutscher Schiedsrichter des Jahres ausgezeichnet. Mit einer Sondererlaubnis pfiff er noch im Alter von über 50 Jahren in der höchsten deutschen Spielklasse. Anlässlich seines Bundesliga-Abschieds wurde er mit der Goldenen Ehrennadel des Deutschen Basketball-Bundes ausgezeichnet.